# Sứ mệnh khai hóa văn minh

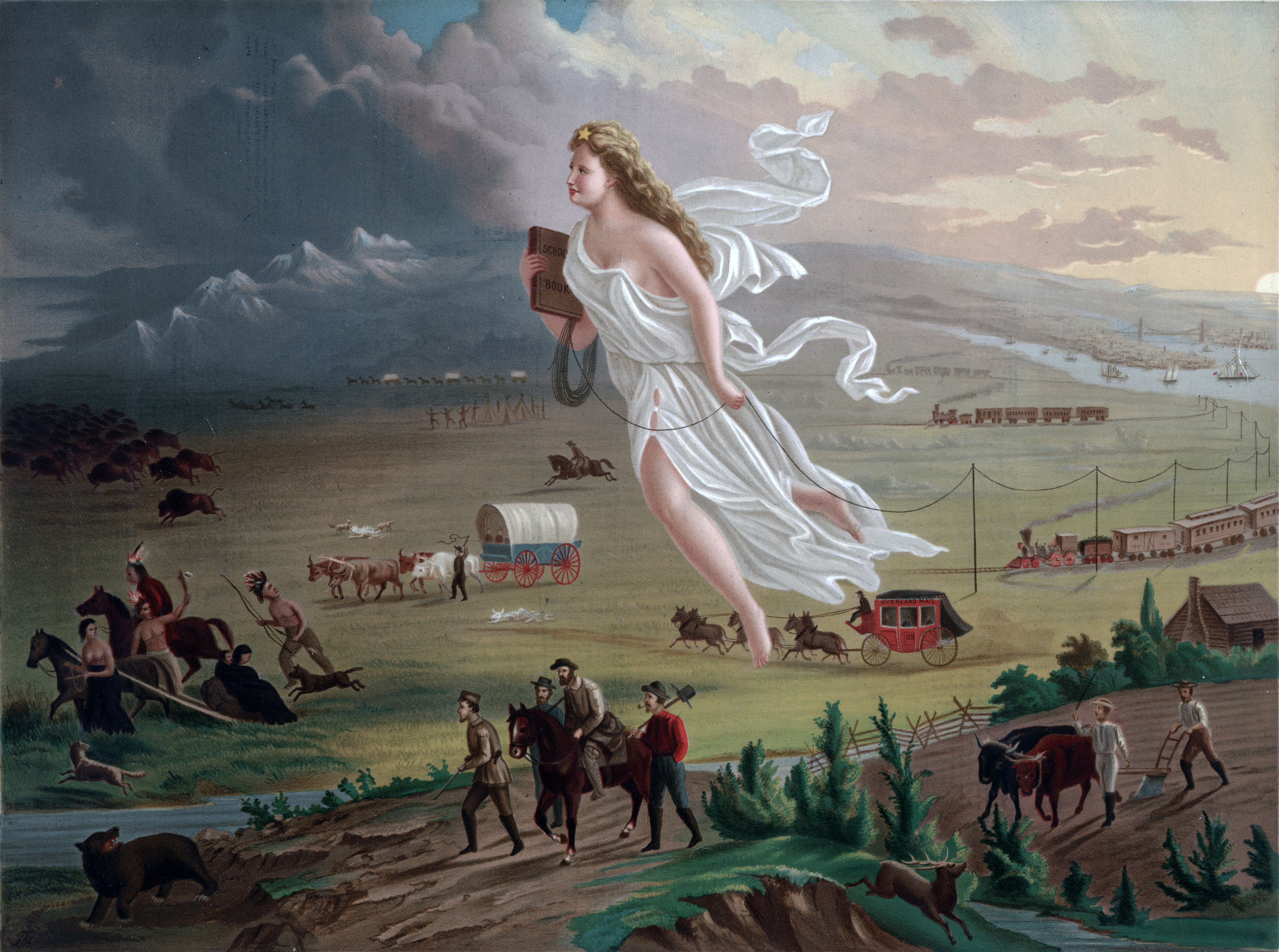
Họa phẩm về nữ thần da trắng soi sáng văn minh tiến bộ

Sứ mệnh khai hóa văn minh (tiếng Pháp: Mission civilisatrice; tiếng Anh: civilizing mission; tiếng Tây Ban Nha: misión civilizadora; tiếng Bồ Đào Nha: Missão civilizadora) là cơ sở chính trị phục vụ cho việc can thiệp quân sự và mục đích thực dân hóa nhằm dễ dàng cho công cuộc Tây hóa người bản địa ở các xứ thuộc địa, đặc biệt là giai đoạn từ thế kỷ 15 đến thế kỷ 20. Là một nguyên tắc căn bản trong văn hóa phương Tây, thuật ngữ này được sử dụng nhiều nhất chủ yếu nhằm biện minh cho chủ nghĩa thực dân Pháp trong giai đoạn từ cuối thế kỷ 15 cho đến giữa thế kỷ 20.